# Falls Church
Falls Church (officiellt City of Falls Church, ibland Falls Church City) är en stad och ett countyfritt område (independent city) i den norra delen av den amerikanska delstaten Virginia i Washingtons storstadsområde med en yta av 5,7 km² och en folkmängd som uppgår till 11 169 invånare (2008). 

## Bakgrund
Algonkiner bodde i trakten redan på 1500-talet och de första europeiska bosättarna kom i slutet av 1600-talet. Ortens namn kommer från en anglikansk församlingskyrka, The Falls Church, som grundades 1732; kyrkobyggnaden med samma namn är från år 1769.
Falls Church fick fulla stadsrättigheter år 1948.
IT-företaget CSC har sitt huvudkontor i Falls Church sedan 2008.

## Kända personer från Falls Church
- Bruce Cohen, filmproducent
- Nancy Kyes, skådespelare
- Taryn Manning, sångare
- Eric Schmidt, CEO för Google 2001-2011

## Referenser

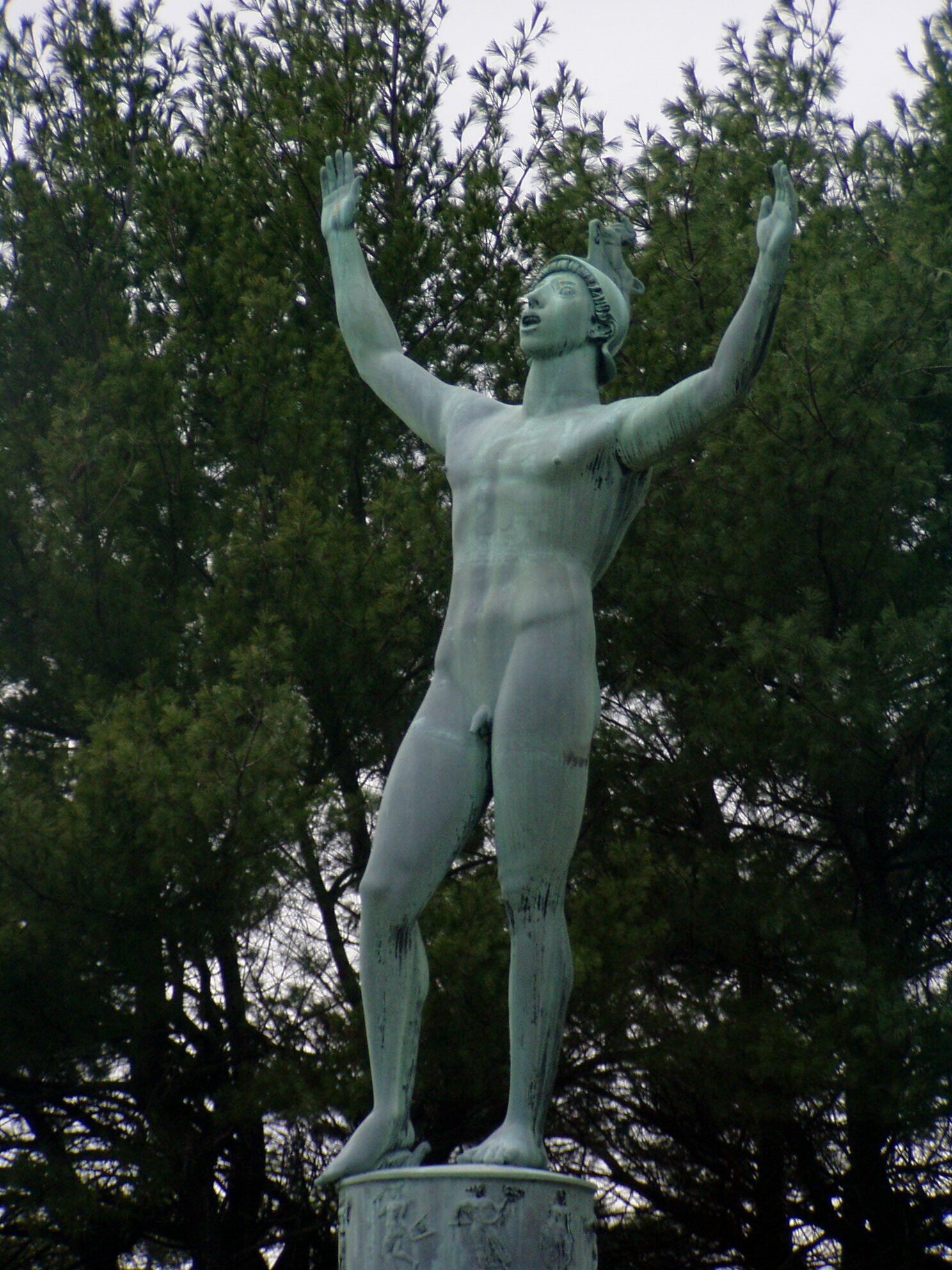
Solsångaren av Carl Milles i Falls Church.